# Orthostigma multicarinatum
Orthostigma multicarinatum är en stekelart som beskrevs av Vladimir Ivanovich Tobias 1990. Orthostigma multicarinatum ingår i släktet Orthostigma och familjen bracksteklar. Inga underarter finns listade i Catalogue of Life.